# Salsa de ají de pepa de zambo
La salsa de ají de pepa de sambo es una salsa picante, también conocida como pichacho, elaborada con las pepas o semillas del fruto del sambo. Se hace de forma artesanal en los hogares de la parte de las sierra del Ecuador.

## Características
El pichacho es una mezcla de diferentes ingredientes que originalmente se realizaba en las piedras de río o en morteros, aunque actualmente se usa un molino o licuadora. Las pepas de zambo deben ser tostadas previamente y junto los demás ingredientes se debe triturar hasta obtener una pasta y una cocción a fuego lento.
Algunos platillos con los que se acompaña es el cuy con papas, habas con queso, trigo con queso, tamales, mote, papas, entre otros.